# Petr Fiala
Petr Fiala (ur. 1 września 1964 w Brnie) – czeski politolog, wykładowca akademicki i polityk, w latach 2004–2011 rektor Uniwersytetu Masaryka, minister edukacji w latach 2012–2013, parlamentarzysta, od 2014 przewodniczący Obywatelskiej Partii Demokratycznej, od 2021 premier Czech.

## Życiorys
W 1988 ukończył studia z zakresu filologii czeskiej oraz historii sztuki na Uniwersytecie Jana Ewangelisty Purkyniego (w 1990 ponownie przemianowanym na Uniwersytet Masaryka). W 1989 doktoryzował się z zakresu filozofii. Pracował jako historyk w muzeum regionalnym w Kromieryżu, współpracował w drugiej połowie lat 80. z opozycyjnymi środowiskami oświatowymi. Po przemianach politycznych był krótko dziennikarzem oraz wydawcą, powrócił następnie do działalności naukowej. Od 1990 był związany zawodowo z macierzystą uczelnią, kierował katedrą politologii i wydziałem nauk społecznych. W 2002 objął stanowisko profesorskie. W latach 2004–2011 zajmował stanowisko rektora Uniwersytetu Masaryka, następnie do 2012 był prorektorem. Przez dwa lata stał na czele czeskiej konferencji rektorów.
W 2011 został rządowym doradcą ds. edukacji. W maju 2012 wszedł w skład gabinetu Petra Nečasa jako minister szkolnictwa, młodzieży i sportu, kończąc urzędowanie wraz z całą radą ministrów w lipcu 2013. W tym samym roku Petr Fiala wstąpił do Obywatelskiej Partii Demokratycznej. Z jej ramienia w wyborach parlamentarnych uzyskał mandat deputowanego do Izby Poselskiej. W styczniu 2014 wybrany na funkcję przewodniczącego ODS. W wyborach w 2017 i 2021 z powodzeniem ubiegał się o poselską reelekcję.
Po wyborach z 2021 pięć ugrupowań z dwóch koalicji wyborczych (ODS, KDU-ČSL, TOP 09, Piraci oraz Burmistrzowie i Niezależni) zawarły porozumienie celem utworzenia większościowego rządu z Petrem Fialą na czele. 9 listopada 2021 prezydent Miloš Zeman powierzył mu misję utworzenia nowego rządu, a 28 listopada tegoż roku mianował go na funkcję premiera, 17 grudnia prezydent dokonał zaprzysiężenia pozostałych członków jego rządu, tym samym Petr Fiala rozpoczął urzędowanie na stanowisku premiera.
15 marca 2022, w trakcie inwazji Rosji na Ukrainę, wraz z premierem Polski Mateuszem Morawieckim, wicepremierem Polski Jarosławem Kaczyńskim oraz premierem Słowenii Janezem Janšą, udał się do Kijowa na spotkanie z prezydentem Ukrainy Wołodymyrem Zełenskim; wizyta miała na celu wyrażenie wsparcia dla niepodległości Ukrainy.

## Odznaczenia i wyróżnienia
- Order Księcia Jarosława Mądrego I klasy (Ukraina, 2022)[11]
- Złoty medal Uniwersytetu Masaryka (2019)[12]
- Złoty medal VUT (2010)[13]

## Życie prywatne
Żonaty z Janą, ojciec trójki dzieci. Jest katolikiem, ochrzczony został w wieku 22 lat.